# 東マケドニア・トラキア
東マケドニア・トラキア（ひがしマケドニア・トラキア、ギリシア語: Ανατολική Μακεδονία και Θράκη / Anatolikí Makedonía kai Thráki）は、ギリシャ共和国の広域自治体であるペリフェリア（地方）の一つ。
ギリシャ共和国の北東端に位置し、ギリシャ領マケドニアの東部と、トラキア（トラキ）のギリシャ領部分（西トラキア）からなる。首府はコモティニ。

## 名称
日本語文献では、現代ギリシャ語に基づいて「東マケドニア・トラキ」「東マケドニア・トラーキ」と表記されることもある。

## 地理

### 位置
東マケドニア・トラキア地方（Περιφέρεια Ανατολικής Μακεδονίας και Θράκης）は、ギリシャ共和国の北東端に位置し、西には中央マケドニア地方がある。東にトルコ、北にブルガリアとの国境に接している。
東西に長いペリフェリアで、エーゲ海上のタソス島、サモトラキ島もペリフェリアに含まれる。
ギリシャの「地理的な地方区分」による「マケドニア」東部と、「トラキア」からなる。ギリシャ領の「トラキア」は歴史的な領域としてのトラキアの一部で、西トラキアとも呼ばれる。なお、「トラキア」はラテン語由来の表記であり、現代ギリシャ語では「トラキ」（Θράκη）と呼ぶ。ペリフェリア西部のドラマ県、カヴァラ県、タソス県が「マケドニア」、ペリフェリア東部のクサンティ県、ロドペ県、エヴロス県が「トラキア」に属する。

### 主要な都市
東マケドニア・トラキア地方で最大の都市は、西部にあるカヴァラ（人口約6万人）である。
トラキア側では、ペリフェリアのほぼ中央に位置するクサンティ、首府のコモティニ、トルコ国境に近い海沿いの都市アレクサンドルーポリが、マケドニア側では西部内陸部のドラマが、人口4万人を超える人口を持つ都市である。
- カヴァラ （カヴァラ県カヴァラ市） - 60,802人
- アレクサンドルーポリ （エヴロス県アレクサンドルーポリ市） - 49,176人
- コモティニ （ロドピ県コモティニ市） - 46,586人
- クサンティ （クサンティ県クサンティ市） - 45,118人
- ドラマ （ドラマ県ドラマ市） - 43,485人

- カヴァラ市街と城砦
- コモティニ市街
- クサンティ川とクサンティ市街

## 歴史
この地域が近代ギリシャの版図に入ったのは、マケドニア側が1913年（バルカン戦争後のブカレスト条約（1913年）による）、トラキア側が1920年（第一次世界大戦後のヌイイ条約（1919年）による）である。
1987年の地方行政改革により、従来の「地理的な地方」に代わる行政区画として13の「ペリフェリア」（地方）が設置された。このとき、「マケドニア」東部と「トラキア」を合わせて、東マケドニア・トラキア地方が設置された。ペリフェリアは2010年の地方行政改革（カリクラティス改革）によって自治権が拡充され、公選制の知事と議会を持つ広域自治体となった。

## 行政区画

### 県
東マケドニア・トラキア地方は、以下の6つの行政区（ペリフェリアキ・エノティタ）から構成されている。人口は2021年国勢調査時点。
2010年の地方制度改革（カリクラティス改革）以前は、自治体としての県（ノモス）が5つ置かれていた。2011年1月1日にノモスが廃止されて行政区となった。このとき、カヴァラ県からタソス県が分かれている。
|   | 行政区名   | 綴り          | 政庁所在地             | 面積 （Km2） | 人口 （2021年） |
| - | ---------- | ------------- | ---------------------- | ------------ | --------------- |
| 1 | ドラマ     | Δράμα Drama   | ドラマ                 | 3,468        | 86,643          |
| 2 | カヴァラ   | Καβάλα Kavala | カヴァラ               | 1,728        | 116,195         |
| 5 | タソス     | Θάσος Thasos  | タソス (Thasos (town)) | 379          | 13,104          |
| 3 | クサンティ | Ξάνθη Xanthi  | クサンティ             | 1,793        | 108,195         |
| 4 | ロドピ     | Ροδόπη Rodopi | コモティニ             | 2,543        | 104,262         |
| 5 | エヴロス   | Έβρος Evros   | アレクサンドルーポリ   | 4,242        | 133,802         |

### 市
東マケドニア・トラキア地方には、基礎自治体である市（ディモス）が22ある。
| - ドラマ県 - 2. カト・ネヴロコピ - 3. プロソツァニ - 4. ドラマ - 5. ドクサト - 6. パラネスティ - カヴァラ県 - 7. パンゲオ - 8. カヴァラ - 9. ネストス - タソス県 - 10. タソス (町) - クサンティ県 - 11. クサンティ - 12. トピロス - 13. ミキ - 14. アヴディラ | - ロドピ県 - 1. コモティニ - 15. ヤスモス - 16. マロニア＝サペス - 17. アリアナ - エヴロス県 - 18. サモトラキ - 19. アレクサンドルーポリ - 20. スフリ - 21. ディディモティホ - 22. オレスティアダ |

## 交通

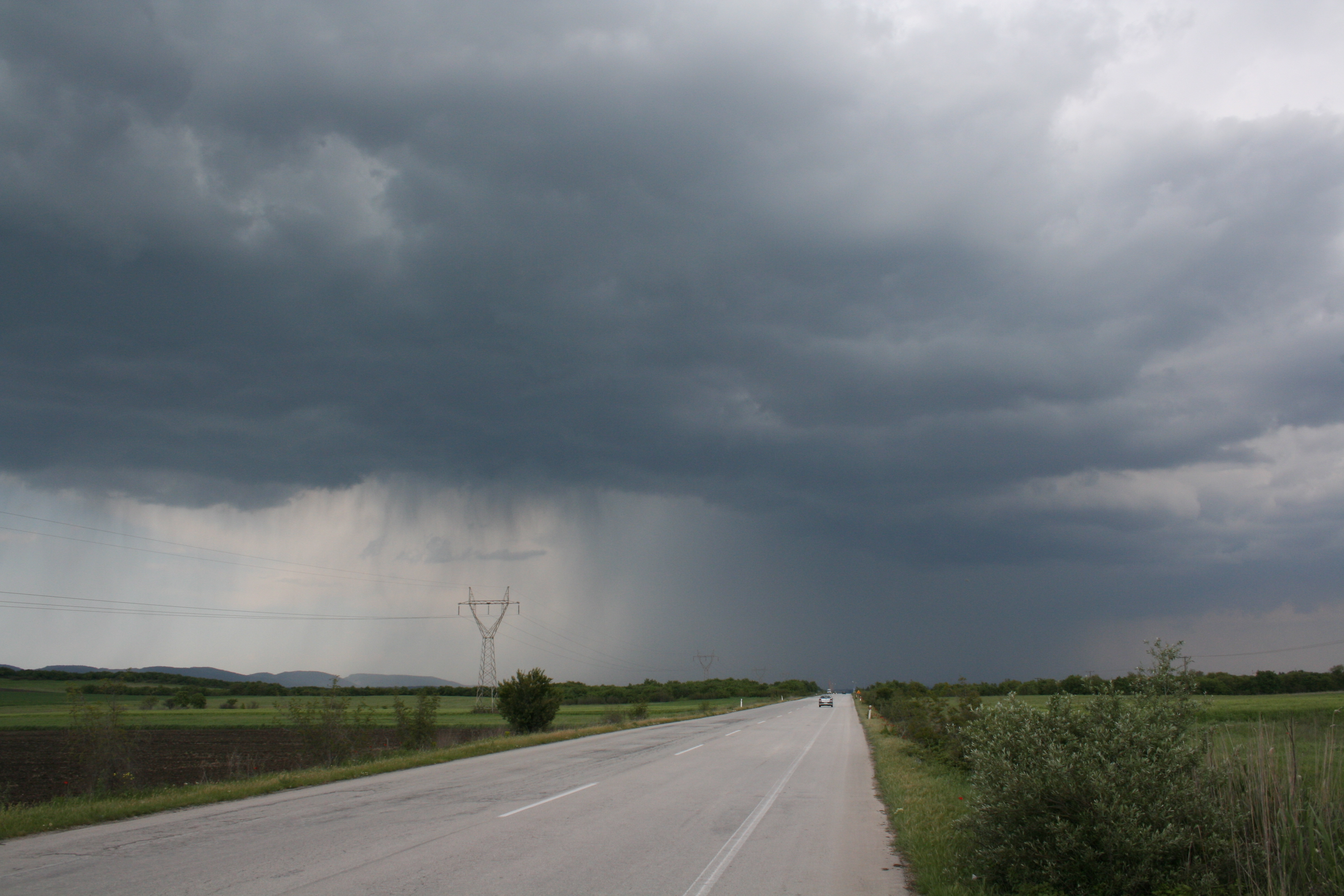
GR-51号線（E85号線）

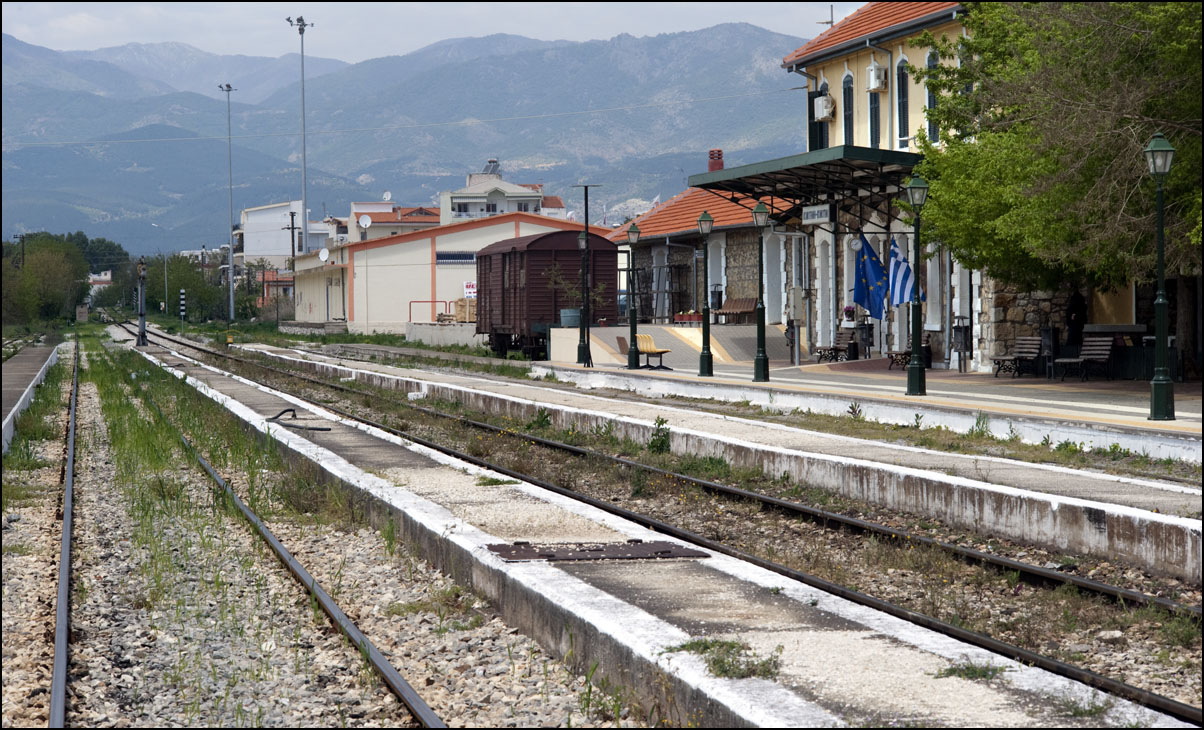
コモティニ駅

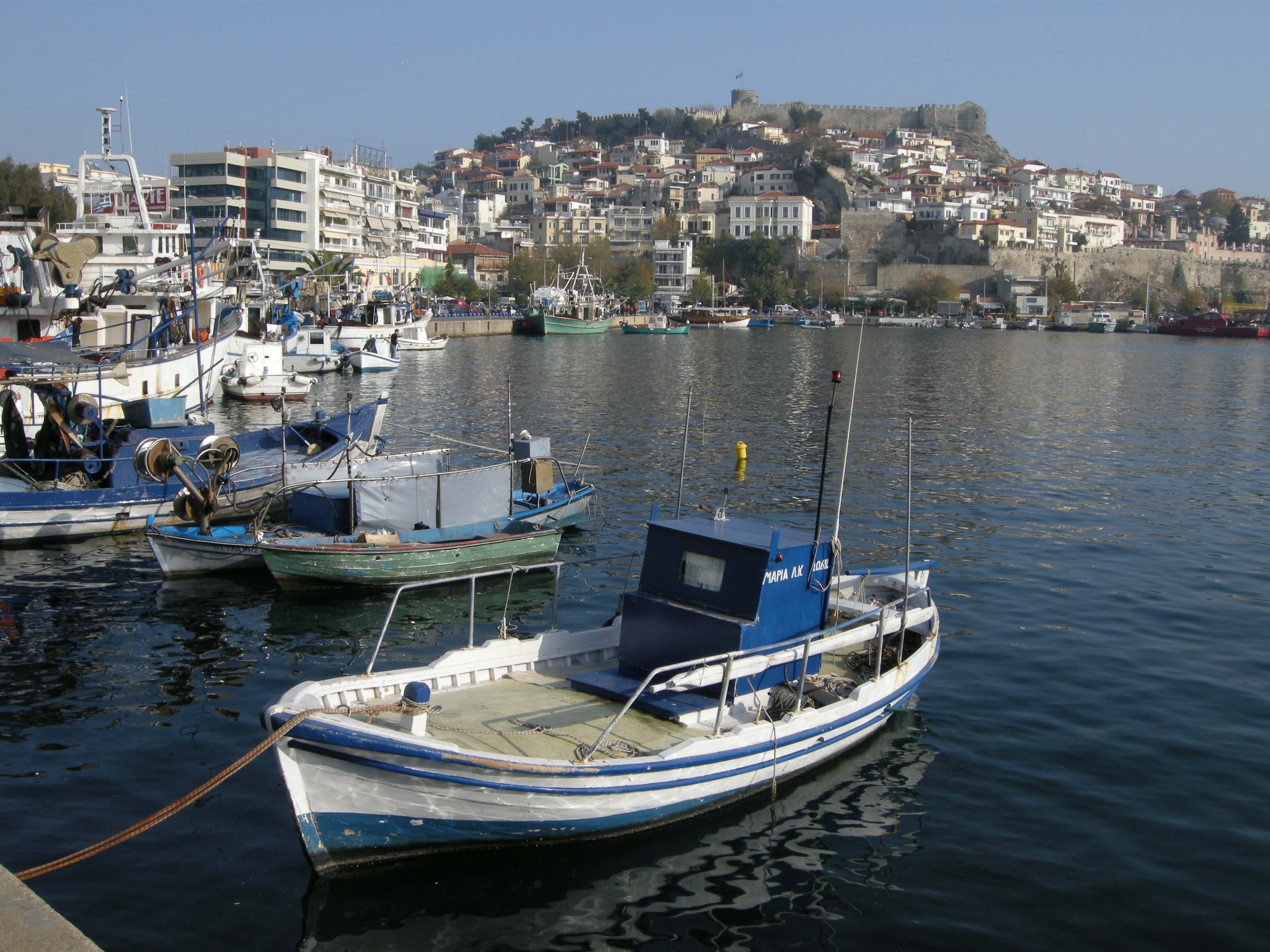
カヴァラ港

### 道路
〔　〕内の地名はペリフェリア外を示す。
欧州自動車道路
- E85号線 (European route E85)  : 〔…  - スビレングラード〕 - オルメニオ - アレクサンドルーポリ
- E90号線 (European route E90)  : 〔…  - テッサロニキ〕 - カヴァラ - アレクサンドルーポリ - フェレス - 〔ケシャン - ブルサ…〕

主要な高速道路・自動車道路
- A2号線 (Egnatia Odos (modern road))  : 〔… - テッサロニキ〕 - カヴァラ - アレクサンドルーポリ
- GR-2号線 (Greek National Road 2)  : 〔… - テッサロニキ〕  - カヴァラ - アレクサンドルーポリ - フェレス
- GR-51号線 (Greek National Road 51)  : オルメニオ - フェレス

### 鉄道
主要な路線
- ギリシャ国鉄（OSE）
  - 副次路線網（Minor Rail Network） : 標準軌
    - 〔テッサロニキ〕 - アレクサンドルーポリ - オルメニオ

### 空港
- カヴァラ国際空港（英語版）
- アレクサンドルーポリ国際空港（英語版）

### 港湾
- アレクサンドルーポリ港
- カヴァラ港

## 註
1. ↑  『最新基本地図 世界・日本 34訂版』（帝国書院、2009年）
2. ↑  『なるほど知図帳 世界 2013』（昭文社、2013年）、p.60
3. ↑  “ΑΠΟΤΕΛΕΣΜΑΤΑ* ΑΠΟΓΡΑΦΗΣ ΠΛΗΘΥΣΜΟΥ ΚΑΤΟΙΚΙΩΝ ΕΛΣΤΑΤ 2021”. ギリシャ国家統計局 (2023年3月17日). 2024年6月12日閲覧。